# Marina Manakov
Marina Manakov (geboren als Marina Sokolowa, später Marina Olbrich, * 17. April 1969) ist eine deutsche Schachspielerin russischer Herkunft.

## Leben
Das Schachspielen lernte sie im Alter von vier Jahren von ihren Eltern. Ihr Vater war Schachtrainer an einer Universität in Moskau, ihre Mutter war Schachtrainerin in einem Schachverein. Ein Studium in den Fächern Sport und Schach schloss Marina Manakov (damals noch Marina Sokolowa) 1991 an der Staatlichen Universität für Körperkultur in Moskau mit Auszeichnung ab. Sie ist auch als Schachlehrerin aktiv, so zum Beispiel in Vereinen als auch für das Oberschulamt Stuttgart, die Chess Tigers Universität in Deizisau und Schulen in Miesbach-Parsberg.

## Erfolge
Im Jahr 1988 erhielt sie den Meistertitel der Sowjetunion, seit 1995 trägt sie den Titel Internationaler Meister der Frauen (WIM). Manakov wird bei der FIDE als inaktiv geführt, da sie zuletzt im Dezember 2013 in der Saison 2013/14 der Frauenbundesliga Elo-gewertete Partien gespielt hat.

### Zonenturniere der Frauen
Beim Zonenturnier der Frauen in Ptuj 1995, das von Ketino Kachiani-Gersinska gewonnen wurde, belegte sie den fünften Platz, beim Zonenturnier der Frauen 1998 in Dresden wurde sie Vierte, Siegerin war Masha Klinova.

### Deutsche Frauenmeisterschaften

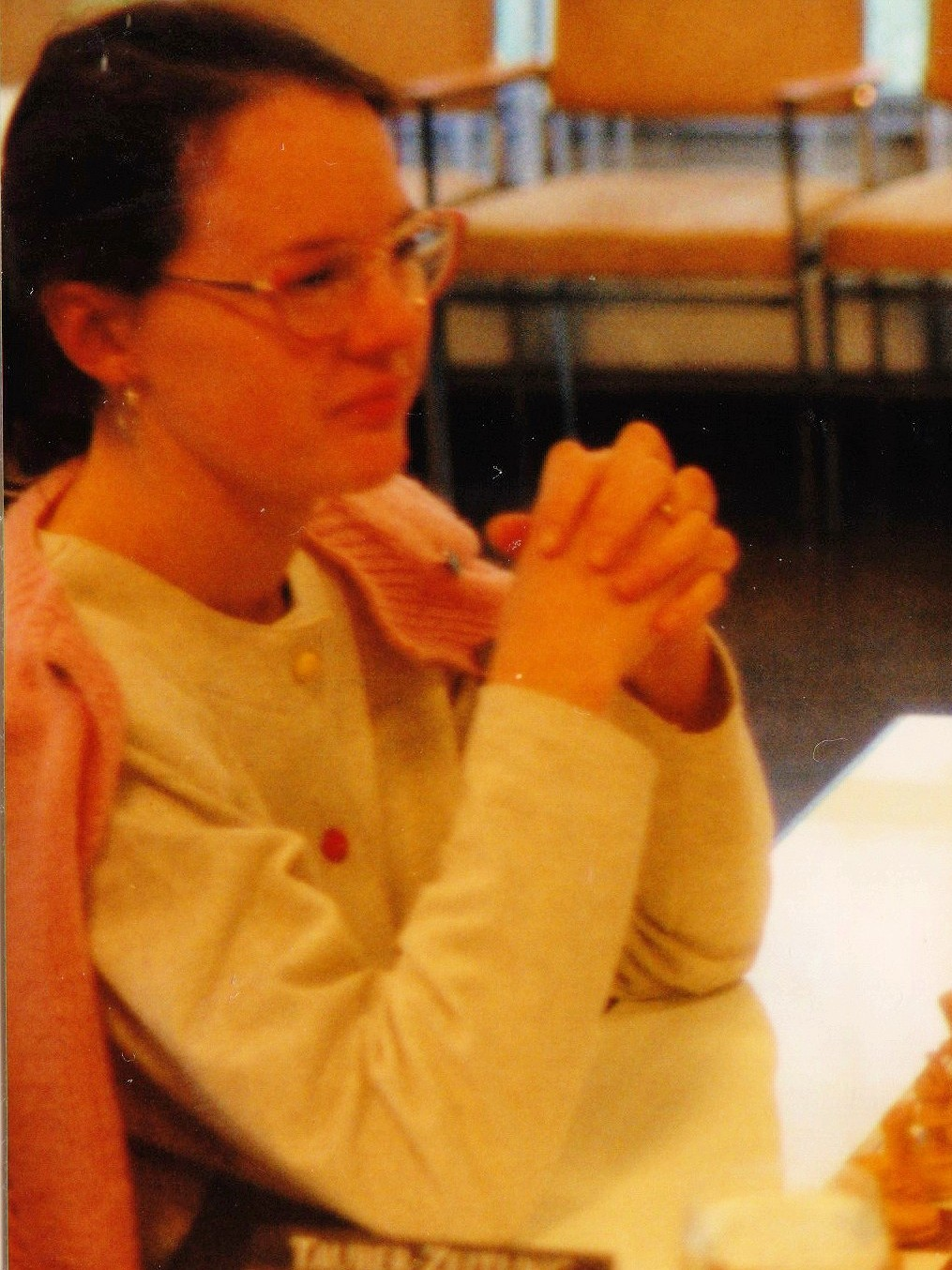
Marina, Deutsche Frauenmeisterschaft 1993

1992 gewann sie die offene deutsche Frauenmeisterschaft in Bad Neustadt an der Saale. Die deutsche Einzelmeisterschaft der Frauen gewann sie 1993 in Bad Mergentheim und 1997 in der Landesakademie für musisch-kulturelle Bildung in Ottweiler. Zweimal belegte sie den zweiten Platz bei den deutschen Meisterschaften der Frauen im Schnellschach: bei der ersten Frauenschnellschachmeisterschaft 1993 in Herdorf hinter Gisela Fischdick sowie 1997 in Bensheim-Auerbach hinter Annemarie Sylvia Meier. Die deutsche Meisterschaft der Frauen im Blitzschach konnte sie fünf Mal gewinnen: 1997, 2000, 2003 in Brakel, 2005 im Saal „Amadeus“ des Kurhauses in Bad Lauterberg im Harz und 2006 im Herrnsheimer Schloss in Worms-Herrnsheim.

### Nationalmannschaft
Für die deutsche Frauennationalmannschaft spielte sie bei drei Schacholympiaden mit einem positiven Gesamtergebnis von 19 Punkten aus 31 Partien (+14 =10 −7): 1994 in Moskau am ersten Reservebrett, 1996 in Jerewan am dritten und 1998 in Elista am zweiten Brett. Bei der Mannschaftseuropameisterschaft der Frauen 1997 in Pula spielte sie ebenfalls am zweiten Brett.

### Vereine
In Deutschland spielte sie von der Kreisklasse bis zur 2. Liga sowie in der Frauenbundesliga für verschiedene Vereine. In der Frauenbundesliga spielte sie in den Spielzeiten 1991/92 und 1993/94 für den SC 1974 Bessenbach, von 1994 bis 1997 für die Elberfelder Schachgesellschaft 1851, mit der sie 1996 und 1997 die Frauenbundesliga gewann sowie am European Club Cup der Frauen teilnahm, in der Saison 1997/98 für den SSV Vimaria Weimar ’91, von 1999 bis 2001 für die Karlsruher Schachfreunde, in der Saison 2001/02 für die Stuttgarter Schachfreunde 1879, in der Saison 2006/07 für den SV Wolfbusch sowie von 2012 bis 2014 für die SF Deizisau. Weitere Vereine, denen sie angehörte, sind der TV 1884 Marktheidenfeld, der Schachclub Kitzingen, der SC Murrhardt und seit 2014 der TV Tegernsee.

## Veröffentlichungen
- mit Henryk Dobosz: Kandidatenfinale '93 Short–Timman. Schachverlag Olbrich, Würzburg 1993.